# Museo della contrada di Valdimontone
Il Museo della contrada di Valdimontone è situato in via Val di Montone a Siena.

## Storia
I primi progetti per l'edificio del nuovo museo della Contrada di Valdimontone sono firmati da Giovanni Michelucci con la collaborazione dell'arch. Bruno Sacchi nell'autunno del 1974.
I lavori, iniziati nel 1978 ed affidati alla ditta Buccianti di Siena, si sono più volte interrotti per motivi economici, concludendosi circa vent'anni dopo: l'inaugurazione è infatti avvenuta il 22 giugno 1997.
La prima assemblea di Contrada vi si è svolta il 1º agosto 1997.

## Architettura

### Ubicazione
L'edificio sorge a metà circa della via di Val di Montone, che procede dalla piazzetta in angolo con via delle Cantine fino a piazza A. Manzoni, configurandosi nel tratto iniziale come una gradonata piuttosto ripida; sulla sommità del "Montone" (da cui il nome della contrada) si trovano l'emergenza insigne della Basilica dei Servi di Maria con l'annesso Convento e, contigua, la sede della Contrada stessa.

### Esterno
L'ingresso al nuovo museo della Contrada, qualificato da un muro in laterizio già esistente sull'area e appartenente ad una costruzione in origine destinata a bottega, si apre proprio alla fine della gradonata, preceduto da un piccolo slargo costituito in parte dalla strada stessa e in parte dalla copertura lastricata del piano interrato del museo. Sviluppandosi in senso normale alla strada, la costruzione costeggia per il lato a monte la chiesa della SS. Trinità mentre sul lato a valle si trova una rampa di comunicazione con il giardino e il muro di cinta posto all'inizio della via di Val di Montone, contigui all'ex-Oratorio di S. Leonardo.
Dal piano dell'ingresso e dal piazzale interno si godono scorci del panorama cittadino nel quale la moderna architettura del museo, dissimulata all'esterno dall'uso di materiali tradizionali, costituisce un episodio di estremo interesse.
Interrato rispetto alla strada, l'edificio è concepito come uno spazio-percorso sviluppato su quote diverse ciascuna con differenti peculiarità costruttive e formali.
Il forte richiamo alla tradizione costruttiva toscana (mattoni a vista, copertura in legno e laterizio) del piccolo padiglione di ingresso, unico elemento elevato sulla strada, lascia il posto, una volta all'interno, a soluzioni in cui il ruolo principale è assunto dalla carpenteria metallica, la cui utilizzazione in chiave strutturale non prescinde da una forte connotazione formale.

### Il Museo
Nucleo del museo è il grande ambiente a doppio volume utilizzato per le assemblee della Contrada, dove sono raccolti i palii vinti nel corso dei secoli.
Si accede alla sala delle assemblee tramite due percorsi.
Il primo si snoda completamente all'esterno, in continua osmosi con l'ambiente circostante. Procede dalla cancellata che chiude lo spazio tra il corpo di ingresso e il fianco delle chiesa della SS. Trinità e immette in un ampio cortile pavimentato in cotto che a sua volta costituisce la copertura della sala stessa.
Il cortile, concepito come espansione della piazzetta antistante la chiesa, è collegato tramite una rampa di gradoni in tufo ad un'ampia gradonata in cotto, - sorta di spazio teatrale rivolto verso la sala -, che discende a sua volta verso il corridoio esterno laterale alla sala stessa, la quale vi si affaccia tramite una parete interamente vetrata con infissi in acciaio bronzato. Tale corridoio laterale è delimitato all'esterno dallo spesso muro di cinta preesistente dell'orto, che dalla quota superiore è comunicante con l'attuale giardino contiguo all'ex Oratorio di S. Leonardo tramite una seconda gradonata in pietra.

### Interno
Il secondo percorso di arrivo alla sala delle assemblee si snoda invece all'interno, con accesso dal piccolo corpo di ingresso superiore.
Da qui, un vano scala in legno, illuminato dalle vetrate che chiudono il padiglione sul lato Sud, immette in una prima saletta, pavimentata in travertino e illuminata dalle vetrate inclinate che superiormente raccordano la copertura lastricata con l'antico muro preesistente in laterizio e pietrame che costeggia la strada e che viene a costituire il lato di fondo della saletta stessa. Costumi storici e cimeli della Contrada sono sistemati sia tra le due rampe della scala, all'interno di espositori in legno e vetro, sia alle pareti della saletta, a sua volta collegata tramite una breve scalinata alla grande sala delle assemblee.
Lo spazio della sala è articolato su due livelli, di cui quello superiore costituito da un camminamento sospeso ancorato alla struttura portante in acciaio da coppie di tiranti - soluzione già proposta per la Limonaia di Villa Strozzi a Firenze - tra i quali sono collocati i palii storici. La passerella consente quindi di ammirare i cimeli della contrada, di percorrere l'intero spazio della sala collegandone le due estremità e di affacciarsi sul livello inferiore, organizzato per le riunioni con una platea centrale in cotto ed un camminamento leggermente rialzato, pavimentato in travertino, disposto lateralmente e in testata - dove è collocato il tavolo presidenziale.
Alla apertura della parete sinistra, completamente vetrata, si oppone la totale chiusura della parete destra, costituita da un muro continuo in travertino grezzo, su cui sono collocati altri cimeli entro teche in legno e vetro. Destinato all'esposizione è anche il piccolo spazio sul retro della sala, delimitato lateralmente da una fila continua di vetrine.

Come giustamente notò Fabio Naldi, 
(Naldi 1976, pp. 181 - 182)

## La critica
Analizzato nel Catalogo della Mostra La città di Michelucci, il progetto rivela, secondo Fabio Naldi, le costanti proprie degli spazi modellati da Michelucci, quali "il tema dei percorsi, la copertura praticabile, l'articolazione spaziale a più livelli" e, come note emergenti, l'inserimento estremamente rispettoso nell'ambiente e una concezione dell'architettura "come luogo teatrale".
Nella ricorrenza dei venti anni dall’inaugurazione della sede, la Contrada del Valdimontone ha pubblicato un volume, edito da Electa, a cura di Roberto Dulio, con i saggi di Corrado Marcetti, Gabriele Maccianti e Riccardo Butini.